# Andover (Minnesota)
Andover (auch City of Andover) ist eine Stadt im Anoka County im US-Bundesstaat Minnesota. Sie liegt im Norden der Metropolregion der Twin Cities. Das U.S. Census Bureau hat bei der Volkszählung 2020 eine Einwohnerzahl von 32.601 ermittelt.

## Geografie
Nach Angaben des United States Census Bureau beträgt die Fläche der Stadt 90,6 Quadratkilometer, davon sind 1,7 Quadratkilometer Wasserflächen. Der im Süden gelegene Crooked Lake ist der einzige größere See im Stadtgebiet von Andover, liegt aber überwiegend in Coon Rapids.

## Geschichte
Die Ursprünge der heutigen Stadt Andover gehen ins Jahr 1857 zurück. Dort wurde die Round Lake Township gegründet. 1860 wurde der Name zu Ehren des Senators Galusha A. Grow in Grow Township geändert. Zu der Zeit umfasste die Bevölkerung etwa 330 Einwohner. Allerdings umfasste das Gebiet auch Teile der heutigen Stadt Ham Lake. Als in der zweiten Hälfte des 20. Jahrhunderts ein stärkeres Bevölkerungswachstum einsetzte, wurde die Township zunächst im Jahre 1972 in ein Dorf umgewandelt. Dabei wurde entschieden, dass dieses einen neuen Namen erhalten soll. Der historisch bedeutsame Name „Andover“ wurde ausgewählt. Zwei Jahre später erhielt Andover auch Stadtrechte. Bei der Volkszählung 2000 zählte die Stadt bereits 26.588 Einwohner, später wurde auch die Grenze von 30.000 Einwohnern überschritten.

## Demografie
Nach der Volkszählung im Jahr 2000 leben in Andover 26.588 Menschen in 8107 Haushalten und 7150 Familien. Die Bevölkerungsdichte beträgt 301 Einwohner pro km². Ethnisch betrachtet setzt sich die Bevölkerung aus rund 96,5 Prozent weißer Bevölkerung sowie kleineren Minderheiten zusammen.
In 55,1 % der 8107 Haushalte leben Kinder unter 18 Jahren, in 80,0 % leben verheiratete Ehepaare, in 5,5 % leben weibliche Singles und 11,8 % sind keine familiären Haushalte. 8,4 % aller Haushalte bestehen ausschließlich aus einer einzelnen Person und in 2,3 % leben Alleinstehende über 65 Jahre. Die durchschnittliche Haushaltsgröße liegt bei 3,28 Personen, die von Familien bei 3,48.
Auf die gesamte Stadt bezogen setzt sich die Bevölkerung zusammen aus 35,5 % Einwohnern unter 18 Jahren, 6,0 % zwischen 18 und 24 Jahren, 36,4 % zwischen 25 und 44 Jahren, 19,2 % zwischen 45 und 64 Jahren und 2,9 % über 65 Jahren. Der Median beträgt 32 Jahre. Etwa 49,4 % der Bevölkerung ist weiblich.
Der Median des Einkommens eines Haushaltes beträgt 76.241 USD, der einer Familie 78.785 USD. Das Prokopfeinkommen liegt bei 26.317 USD. Etwa 1,2 % der Bevölkerung und 2,0 % der Familien leben unterhalb der Armutsgrenze.
| Jahr      | 1980  | 1990   | 2000   | 2010   | 2020   |
| Einwohner | 9.387 | 15.216 | 26.588 | 30.598 | 32.601 |